# Папирусы Бодмера

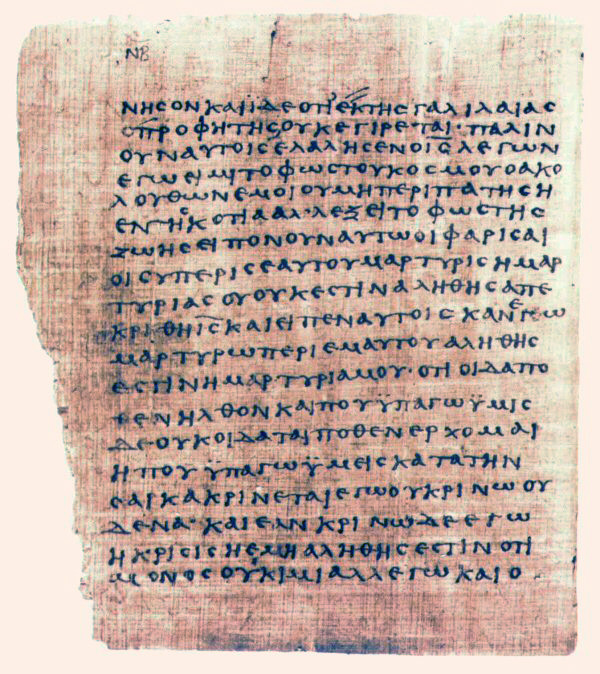
Папирус 66 из собрание папирусов Бодмера.

Папирусы Бодмера (Бодмерские папирусы) — группа из двадцати двух папирусов, обнаруженных в Египте в 1952 году. Названы в честь Мартина Бодмера, который их купил. Папирусы содержат отрывки из Ветхого и Нового Заветов, раннехристианской литературы, Гомера и Менандра. Самый древний из папирусов, P 66 датируется приблизительно 200 годом н. э. Большая часть папирусов хранится в Бодмеровской библиотеке.
В 2007 году Ватиканская библиотека приобрела Бодмерский папирус 14-15 (известный как P 75).

## Открытие и состав папирусов
Бодмерские папирусы были обнаружены в Египте, в 1952 году в Пабау, вблизи Дишны, где находился христианский монастырь основанный Пахомием Великим; место открытия находится недалеко от Наг-Хаммади, где за несколько лет до этого была обнаружена библиотека Наг-Хаммади. Рукописи были тайно собраны киприотом Фокио Тано из Каира, а затем контрабандой переправлены в Швейцарию где их купил Мартин Бодмер (1899—1971). В 1954 году список «Бодмерских папирусов» начали издавать с транскрипцией текстов, примечаниями, введением и переводом на французский язык. Бодмерские папирусы, которые сейчас хранятся в Бодмеровской библиотеке, в Колоньи, около Женевы, не состоят только из религиозных текстов, как библиотека Наг-Хаммади: они содержат как языческие, так и христианские тексты, фрагменты из тридцати пяти книг как на коптском так и на греческом языках. С фрагментами переписки количество представленных отдельных текстов достигает пятидесяти. Большинство произведений представлено в виде кодексов, некоторые — в свитках. Три написаны на пергаменте.
Среди Бодмерских папирусов были обнаружены Книги V и VI «Илиады» Гомера (P 1), три комедии Менандра («Брюзга», «Самиянка» и «Щит»), а также евангельские тексты: Папирус 66 (P 66) — текст (датируемый примерно 200 годом н. э). Если не считать фрагмента в Папирусе 52 из Библиотеки Райлендса это самое древнее Евангелие от Иоанна. Папирус 72 (P72) — самая древняя из известных копий Послания Иуды. Папирус 75 (P 75) — это фрагменты кодекса, содержащий большую часть Евангелия от Луки и Евангелия от Иоанна. Сравнение двух версий Евангелия от Иоанна в Бодмерских папирусах с папирусами Честера Битти III века убедило Флойда В. Филсона в том, что «… в Египте в III веке не было единого текста Евангелий».
Также были обнаружены христианские тексты, которые были объявлены апокрифическими в IV веке, такие как Протоевангелие Иакова. К некоторым письмам Павла есть греко-латинский лексикон, а также есть отрывки из Мелитона Сардийского . Среди других произведений — «Видение Дорофея», один из самых ранних примеров христианской гексаметрической поэмы, приписываемый Дорофею, сыну «поэта Квинта» (предположительно языческого поэта Квинта Смирнского), самый ранний из сохранившихся экземпляров Третьего послания к Коринфянам.
Коллекция включает в себя некоторые нелитературные материалы, такие как собрание писем настоятелей монастыря Святого Пахомия, что повышает вероятность того, что объединяющим обстоятельством в коллекции является то, что все они были частью монастырской библиотеки.
Последний из бодмерских папирусов (P 74) датируется VI или VII веком н. э..
В марте 2007 года стало известно, что Ватикан приобрел Бодмерский папирус XIV—XV (P 75), который, как полагают, содержит самый старый известный в мире письменный фрагмент из Евангелия от Луки, самую раннюю из известных версий молитвы Отче наш и один из самых древних фрагментов из Евангелия от Иоанна. Они хранятся в Библиотеке Ватикана и будут доступны для научного исследования, а в будущем отрывки из них могут быть выставлены на всеобщее обозрение. Их перевезли из Швейцарии в Ватикан под серьёзной охраной.